# هارلان برات
هارلان برات هو لاعب هوكي الجليد كندي، ولد في 10 ديسمبر 1978 في ألبرتا في كندا.

## وصلات خارجية
- هارلان برات على موقع دوري الهوكي الوطني (الإنجليزية)
- هارلان برات على موقع EliteProspects.com (الإنجليزية)
- هارلان برات على موقع Eurohockey.com (الإنجليزية)
- هارلان برات على موقع HockeyDB.com (الإنجليزية)